# Міжнародний туризм
Міжнаро́дний тури́зм — це подорож особи за межі постійного місця проживання, що включає перетин кордону та здійснюється на термін від однієї доби до року з пізнавальною, відпочинковою, оздоровчою чи іншою метою, без здійснення оплачуваної діяльності в місці тимчасового перебування.
Міжнародний туризм визначається як важливий напрямок міжнародного співробітництва в конкретній діяльності на основі поваги національної культури та історії кожного народу та основних інтересів кожної країни. Крім того, міжнародним туризмом називають сферу розвитку взаєморозуміння між народами та ознайомлення з досягненнями інших країн в різних сферах.

## Формування визначення в законодавстві України
Розглянемо визначення туризму, яке дається в Законі України «Про туризм». Туризм — це тимчасовий виїзд людини з місця постійного проживання в оздоровчих, пізнавальних або професійно-ділових цілях, без заняття оплачуваною діяльністю .
Слід зазначити, що в тексті самого Закону до 2003 року не існувало поняття «міжнародний туризм». Замість цього, крім внутрішнього туризму, виділялися дві категорії: «іноземний туризм» і «закордонний туризм». Під іноземним туризмом розумілася організація прийому та обслуговування іноземних туристів в Україну, а під закордонним — організація туристичних поїздок за межі України.
Така класифікація була застарілою і не відповідала поточній ситуації. Тому, в 2003 році Законом України «Про внесення змін до Закону України» Про туризм "" були внесені відповідні зміни.

Українські менеджери туризму на міжнародній конференції в Таїланді, 2006 р.

Згідно з останньою редакцією Закону України «Про туризм» до міжнародного туризму належать :
• в'їзний туризм — подорожі в межах України осіб, які постійно не проживають на її території;
• виїзний туризм — подорожі громадян України та осіб, які постійно проживають на території Україні, в іншу країну.
Визначення поняття «міжнародний туризм» в Законі не дано, тому розглянемо визначення міжнародного туризму, вироблені за результатами підсумкових документів міжнародних самітів, конференцій та конгресів.

## Формування міжнародного визначення
В Манільської декларації по світовому туризму (1980) туризм визначається як діяльність, що має важливе значення в житті народів в силу безпосереднього впливу на соціальну, культурну, освітню та економічну сфери життя держав і їхніх міжнародних відносин .
Згідно Гаазької декларації 1989 зазначається, що "туризм став явищем, яке увійшло в наші дні в повсякденне життя сотень мільйонів людей і :
- включає всі вільні переміщення людей  від їх місця проживання і роботи, а також сферу послуг, створену для задоволення потреб, що виникають в результаті цих переміщень;

- являє собою вид діяльності, що має найважливіше значення для життя людей і сучасних суспільств, перетворившись на важливу форму використання вільного часу окремих осіб (туристів) та основний засіб міжособистісних зв'язків і політичних, економічних і культурних контактів, що стали необхідними в результаті інтернаціоналізації всіх секторів життя націй;

- повинен бути турботою кожного. Він є одночасно наслідком і вирішальним фактором якості життя в сучасному суспільстві. Тому парламентам та урядам слід приділяти все більш активну увагу туризму з метою забезпечення його розвитку в гармонійному відповідно до забезпеченням інших основних потреб та видів діяльності суспільства ".

Туризм, за визначенням Міжнародної академії туризму (Монте-Карло, Монако), представляє загальне поняття для всіх форм тимчасового виїзду людей з місця постійного проживання в оздоровчих цілях та (або) для задоволення пізнавальних інтересів у вільний час або в професійно-ділових цілях без занять оплачуваною діяльністю в місці тимчасового перебування [Международное право: учебник / Отв. ред. Ю. М. Колосов, Э. С. Кривчикова. — М.: Международные отношения, 2005. — с.776.].
На сьогодні, найбільш поширеним поняттям «міжнародного туризму», що отримав легалізацію в правових системах різних країн світу, є визначення, сформульоване в 1993 році Статистичної комісією ООН для цілей статистики туризму (Концепція визначення і класифікації для статистики туризму), а також Рекомендації по статистиці туризму Всесвітньої туристської організації.
Згідно з даними документами міжнародний туризм являє собою діяльність осіб, які подорожують і здійснюють перебування в місцях, що розташовані за межами їх звичайного середовища, протягом періоду, що не перевищує одного року поспіль, з метою відпочинку, діловими та іншими цілями .